# Judo op de Olympische Zomerspelen 2008 – Klasse tot 90 kilogram mannen
Het judotoernooi in de klasse tot 90 kilogram voor mannen op de Olympische Zomerspelen 2008 vond plaats op woensdag 13 augustus 2008. Titelverdediger Zoerab Zviadauri uit Georgië werd opgevolgd door zijn landgenoot Irakli Tsirekidze als olympisch kampioen. In totaal kwamen 31 judoka's uit 31 landen uit in de middengewichtklasse. 

## Eindrangschikking
| №      | Naam                     | NOC |
| ------ | ------------------------ | --- |
| Goud   | Irakli Tsirekidze        | GEO |
| Zilver | Amar Benikhlef           | ALG |
| Brons  | Sergei Aschwanden        | SUI |
| Brons  | Hesham Misbah            | EGY |
| 5      | Yves-Matthieu Dafreville | FRA |
| 5      | Ivan Pershin             | RUS |
| 7      | Andrey Kazusenok         | BLR |
| 7      | Eduardo Santos           | BRA |
| 9      | Mohamed El-Assri         | MAR |
| 9      | Diego Rosati             | ARG |
| 9      | Elxan Məmmədov           | AZE |
| 9      | Roberto Meloni           | ITA |
| 13     | Asley González           | CUB |
| 13     | Patrick Trezise          | RSA |
| 15     | David Alarza             | ESP |
| 15     | José Gregorio Camacho    | VEN |
| 15     | Mark Huizinga            | NED |
| 15     | Hiroshi Izumi            | JPN |
| 15     | Khurshid Nabiyev         | UZB |
| 20     | Nematullo Asronkulov     | TJK |
| 20     | Jevgēņijs Borodavko      | LAT |
| 20     | Alexis Chiclana          | PUR |
| 20     | Choi Seon-Ho             | KOR |
| 20     | Hossein Ghomi            | IRI |
| 20     | Winston Gordon           | GBR |
| 20     | Valentyn Hrekov          | UKR |
| 20     | He Yanzhu                | CHN |
| 20     | Ilias Iliadis            | GRE |
| 20     | Daniel Kelly             | AUS |
| 20     | Brian Olson              | USA |
| 20     | Michael Pinske           | GER |